# Michael Buddrus
Michael Buddrus (* 1957 in Bad Doberan) ist ein deutscher Historiker.

## Leben
Michael Buddrus absolvierte ab 1974 in Warnemünde eine dreijährige Schlosserlehre. Er studierte von 1978 bis 1983 an der Universität Rostock Geschichtswissenschaft und war danach als wissenschaftlicher Mitarbeiter am Schiffbau- und Schifffahrtsmuseum Rostock tätig. In den Jahren 1985–1988 war er Aspirant an der Universität Rostock. Mit einer Doktorarbeit zur Geschichte der Hitlerjugend erlangte er 1989 die Promotion A. Anschließend war er bis 1991 als wissenschaftlicher Mitarbeiter am Institut für Deutsche Geschichte der Akademie der Wissenschaften der DDR in Berlin tätig, danach, bis 1993, wissenschaftlicher Mitarbeiter an der Universität Siegen. 1994 wechselte er an das Institut für Zeitgeschichte.
Er betreibt biographische Forschungen zu nationalsozialistischen Funktionsträgern und forscht zur Geschichte Mecklenburgs in der Zeit des Nationalsozialismus. Er vertritt den Standpunkt, dass es keine unfreiwillige Mitgliedschaft in der NSDAP gab. Im Oktober 2013 wurde er in die Historische Kommission für Mecklenburg berufen. Im September 2023 trat er in den Ruhestand.

## Schriften (Auswahl)
- mit Ingo Koch: Ausgewähltes Protokoll der Wissenschaftlichen Konferenz „Geschichte der Beziehungen der Deutschen Arbeiterjugendbewegung und der FDJ zum Leninschen Komsomol – ihre Bedeutung für den Kampf um den Frieden“ (= Schriftenreihe zur Geschichte der FDJ. 66, ZDB-ID 1146579-7). Verlag Junge Welt (in Kommission), Berlin 1987.
- Zur Geschichte der Hitlerjugend (1922–1939). Rostock 1989 (Zugleich: Rostock, Universität, Dissertation A, 1989).
- Die Organisation „Dienst für Deutschland“. Arbeitsdienst und Militarisierung in der DDR. Juventa, Weinheim u. a. 1994, ISBN 3-7799-1124-8.
- Anmerkungen zur Jugendpolitik der KPD 1945/46. In: Hartmut Mehringer, Michael Schwartz, Hermann Wentker (Hrsg.): Erobert oder befreit? Deutschland im internationalen Kräftefeld und die Sowjetische Besatzungszone (1945/46) (= Schriftenreihe der Vierteljahrshefte für Zeitgeschichte. Sondernummer). Oldenbourg, München 1999, ISBN 3-486-64504-8, S. 287–336.
- Totale Erziehung für den totalen Krieg. Hitlerjugend und nationalsozialistische Jugendpolitik (= Texte und Materialien zur Zeitgeschichte. 13). 2 Teile. K. G. Saur, München 2003, ISBN 3-598-11615-2.
- mit Sigrid Fritzlar: Die Professoren der Universität Rostock im Dritten Reich. Ein biographisches Lexikon (= Texte und Materialien zur Zeitgeschichte. 16). K. G. Saur Verlag, München 2007, ISBN 978-3-598-11775-6.
- mit Sigrid Fritzlar: Mecklenburg im Zweiten Weltkrieg. Die Tagungen des Gauleiters Friedrich Hildebrandt mit den NS-Führungsgremien des Gaues Mecklenburg 1939–1945. Eine Edition der Sitzungsprotokolle (= Quellen und Studien aus den Landesarchiven Mecklenburg-Vorpommerns. 10). Edition Temmen, Bremen 2009, ISBN 978-3-8378-4000-1.
- mit Sigrid Fritzlar: Die Städte Mecklenburgs im Dritten Reich. Ein Handbuch zur Stadtentwicklung im Nationalsozialismus, ergänzt durch ein biographisches Lexikon der Bürgermeister, Stadträte und Ratsherren. Edition Temmen, Bremen 2011, ISBN 978-3-8378-4029-2.
- mit Sigrid Fritzlar: Landesregierungen und Minister in Mecklenburg 1871–1952. Ein biographisches Lexikon. Edition Temmen, Bremen 2012. ISBN 978-3-8378-4044-5.
- Herausgeber mit Sigrid Fritzlar: Roderich Hustaedt. Die Lebenserinnerungen eines mecklenburg-strelitzschen Staatsministers. Schmidt-Römhild, Lübeck 2014, ISBN 978-3-7950-3754-3.
- Hennecke von Plessen (1894–1968). Gutsbesitzer, Gauwirtschaftsberater, Geheimdienstoffizier, Gefangener, Grubenholzvertreter, Geschäftsführungsgehilfe. Biographie eines mecklenburgischen Adligen. Thomas Helms, Schwerin 2015, ISBN 978-3-940207-12-8.
- mit Sigrid Fritzlar [u. a.]: Juden in Mecklenburg 1845–1945. Lebenswege und Schicksale. Ein Gedenkbuch. 2 Bände. Landeszentrale für politische Bildung Mecklenburg-Vorpommern, Schwerin 2019, ISBN 978-3-9816439-9-2.
- mit Angrit Lorenzen-Schmidt: Ärzte in Mecklenburg im Dritten Reich. Biographisches Lexikon sowie Studien zu Gesundheitsverhältnissen und Medizinalpolitik 1929 bis 1945. 2 Bände. Edition Temmen, Bremen 2023, ISBN 978-3-8378-4072-8.